# La potra Zaina
La potra Zaina es una telenovela colombiana producida por RCN Televisión (cuando era programadora) en 1993, la cual fue transmitida por el Canal A y estuvo protagonizada por Aura Cristina Geithner y Miguel Varoni, con las actuaciones antagónicas de Celmira Luzardo, Horacio Tavera y Silvio Ángel. La telenovela está basada en una obra original de Bernardo Romero Pereiro.

## Sinopsis
Esta es la historia de Soledad Ahumada (Aura Cristina Geithner), la hija del terrateniente Melquisedec Ahumada (Gustavo Angarita), quien ha sido educada en las arduas tareas masculinas del campo llanero. Tal educación le ha formado un carácter indómito y férreo, además de su característica belleza, que ha despertado el amor de varios hombres de la región; hombres que ella desprecia o rechaza a voluntad. Pero un día aparece Daniel Clemente (Miguel Varoni), un tahúr que ha ganado la hacienda vecina de los Ahumada en una apuesta de póker y quien, desde su primer encuentro con Soledad, se lanza a conquistarla.

## Elenco
- Aura Cristina Geithner - Soledad Ahumada Cortés "La potra zaina"
- Miguel Varoni - Daniel Clemente
- Celmira Luzardo - Victoria Samper de Ahumada
- Gustavo Angarita - Melquisedec Ahumada
- Álvaro Ruiz - José "Chepe" Estrada
- Edgardo Gazcón - Ignacio Miranda
- Federico Arango - Arturo Martínez
- Silvio Ángel - Ambrosio Castaño
- Hansel Camacho - Bastián
- Luces Velásquez - Marina
- Gerardo de Francisco - Adolfo Bazán
- Magali Caicedo - Engracia de Dios
- Patricia Díaz - Mariela / María
- Leonor González Mina - La Bruja de los Llanos
- Luis Fernando Hoyos - Miguel Bazán
- Ana María Orozco - Magdalena Ahumada Cortés
- Horacio Tavera - Dámaso Ahumada Cortés
- Adriana Vera - Elda, "La Mariposa"
- Margoth Velásquez - Basilia
- Alberto Valdiri -  Profesor Claudio
- Orlando Valenzuela - Salvador Castaño
- Lianna Grethel - Helena Castaño
- Israel Contreras - "Catire" Salazar
- Diego Poveda - Abdul
- Gustavo Corredor - Marcos Medina
- David Guerrero - Camilo Sandoval
- Javier Sáenz - "Delicao"
- Edwin Salcedo - Celedón
- Fernando Solórzano - Ricardo
- Edgardo Román
- José Hercel Marca -  Inspector de policía
- Miguel Tulande
- Josefina García - Liliana Medina
- Rafael González - Portero
- Graciela Lozano - Virginia
- Jairo Solano - "Tigre" Beltrán
- Álvaro Baquero - Capataz
- Tomás Murillo - Juez
- César Quiñones - Preso

## Premios y nominaciones

### Premios TVyNovelas
| Año  | Categoría                              | Nominado                | Resultado |
| ---- | -------------------------------------- | ----------------------- | --------- |
| 1994 | Mejor telenovela                       | Mejor telenovela        | Ganadora  |
| 1994 | Mejor actriz protagónica de telenovela | Aura Cristina Geithner  | Ganadora  |
| 1994 | Mejor actor protagónico de telenovela  | Miguel Varoni           | Nominado  |
| 1994 | Mejor actor de reparto                 | Álvaro Ruiz             | Ganador   |
| 1994 | Mejor actriz de reparto                | Adriana Vera            | Ganadora  |
| 1994 | Mejor director de telenovela           | Julio César Luna        | Ganador   |
| 1994 | Mejor libretista de telenovela         | Bernardo Romero Pereiro | Nominado  |

### Premios India Catalina
| Año  | Categoría                             | Nominado         | Resultado |
| ---- | ------------------------------------- | ---------------- | --------- |
| 1994 | Mejor telenovela                      | Mejor telenovela | Nominada  |
| 1994 | Mejor actor de reparto de telenovela  | Álvaro Ruiz      | Ganador   |
| 1994 | Mejor actriz de reparto de telenovela | Adriana Vera     | Nominada  |

## Versiones
- La productora mexicana Televisa realizó en 2004 un remake titulado "Apuesta por un amor", producida por Angelli Nesma, y protagonizada por Patricia Manterola y Juan Soler.